# گروه زور رز
گروه زور رز (انگلیسی: Zur Rose Group) شرکت لجستیک سوئیسی است، که در سال ۱۹۹۳ تأسیس شد.